# 上海留学生机场刺母事件
上海留学生机场刺母事件是指2011年3月31日发生在上海浦东国际机场的一起持刀伤害事件，留学日本的汪佳晶对前来接机的母亲连刺数刀，诱因可能是留学日本的学费问题。事件发生后，汪佳晶被控制并被刑事拘留，其母亲顾琳（化名）被送往医院救治。另悉，汪佳晶留学5年除了前两年零星打工，后来几乎没有打工挣钱，学费、生活费全都是靠母亲维持。
6月24日，浦东检察院依法以涉嫌故意伤害罪批准逮捕犯罪嫌疑人汪佳晶。

## 事件经过
25岁的汪佳晶五年前高中毕业后，因对成绩不满意而提出到日本读书，汪佳晶在日五年，前两年在东京富士国际语学院学习日语，后三年在私立日本大学经济学部本科读书。五年来汪佳晶除了前两年零星打工，大部分的学费生活费都是靠母亲供给，一个月12000元人民币的房租，加上一年8万元的学费，每年开销30-40万元。
日本发生9级强震后，母亲顾女士希望儿子回国，但由于签证的问题，儿子并未及时回国，而选择了3月31日飞回上海。当晚8时30分，儿子乘坐全日空NH921航班抵达上海浦东机场，顾女士提议一起去吃顿晚饭，两人并没有过多交谈，汪佳晶问为什么这次钱寄的晚，顾女士表示3月份寄了2万元给他，比平时多。顾女士表示，当晚儿子并未表现出异常，然而，当他们走到机场连接廊时，汪佳晶走到了一边，在包裡取东西，顾女士不知道他要取什么，不料，汪佳晶取出了刀向母亲刺去。之前，二人并未发生冲突。顾女士被刺后，幸亏两位外国人救了她。后来，顾女士被送往浦东新区人民医院，顾女士被刺了9刀，顾女士的胃、脾脏被刺破、右手骨折，后经鉴定已构成重伤 。汪佳晶被赶来的民警抓获。

## 事件原因
上海警方目前对汪佳晶行凶原因不能确定，因为只对汪佳晶做了笔录，而没有对顾女士做笔录。汪佳晶在接受采访时说，“在机场她还是说没有钱，不会给我钱，甚至说不可能给钱，还说要钱的话就只有一条命了这种话，我脑子一下子空白，冲上去就捅了她。”但顾女士否认事件前发生过冲突。
而深层次的原因据顾女士的亲戚分析，可能与顾女士对汪佳晶太过溺爱有关。51岁的顾女士从事服装销售生意，每月有7000元工资，其爱人常年在美国工作，虽然两人收入都不菲，但面对汪佳晶每年30万元的开销，还是有点承受不起。据一日本大学学生介绍，日本大学生一般会在校外租住公寓，便宜点的5万日元（3856元人民币），10万日元就可以租到很舒适的单身公寓，而每個月12000元人民币算是比较奢侈的。

## 事后进展
顾女士表示，汪佳晶去年曾向她说过总感觉有人在跟他讲话，耳朵裡好像装了一种装置。4月10日，上海警方已委托有关机构对汪佳晶的精神状况做司法鉴定。
2011年6月16日，犯罪嫌疑人汪佳晶被司法部司法鉴定科学技术研究所鉴定中心鉴定为，汪佳晶患有精神分裂症，在本案中具有限定刑事责任能力并具有受审能力，依法应当追究汪佳晶的刑事责任。2011年6月24日，上海浦东检察院依法以涉嫌故意伤害罪批准逮捕犯罪嫌疑人汪佳晶 。
2011年10月19日上午，本案在上海浦东新区人民法院第一法庭开庭，检察机关以故意伤害罪提起公诉，汪佳晶的律师以其在精神病发病状态，丧失辨别能力为其做了无罪辩护。其母顾女士情绪激动，双手合十含泪请求法官轻判汪佳晶。庭审结束后，法官宣布择日宣判 。
2011年10月31日10:30，浦东新区法院对此案作出一审判决，被告人汪佳晶犯故意伤害罪，判处有期徒刑3年零6个月，没收两把犯罪用的尖刀 。

## 其他
另外，4月11日有网友上传了一段事发后用手机拍摄的现场录像，录像长40多秒，被刺的顾女士躺在地下，旁边是穿红色外套的外国人在帮顾女士止血。
汪佳晶那把刺人的刀是从托运的行李中拿出来的，而很多航空公司规定，普通刀具是当做行李可以托运的。
2011年10月19日的庭审中，首次披露汪佳晶刺伤母亲时曾使用过2把刀，一把黑色刀柄菜刀和一把白色刀柄水果刀 。
对于外界的因为学费发生争执，顾女士说没有这事。